# Garbogera
La Garbogera (Garboeugia o Garboeugiola in lingua lombarda) è un torrente che attraversa la provincia di Monza e della Brianza, la provincia di Milano e il Parco delle Groane sfociando a Novate Milanese nella fognatura di via Bovisasca. 

## Percorso
La Garbogera nasce a Birago, nei pressi di via Gerbino, come scolo di un laghetto nei pressi dell'azienda agricola "La Botanica".
Costeggiando il campo da golf attraversa alcune aree boschive, ed è proprio qui che raccoglie le prime acque di ruscellamento proprio a causa del terreno particolarmente argilloso e impermeabile.
Avanzando verso sud attraversa l'area industriale dell'ex Villaggio SNIA da cui, fino a qualche anno fa, riceveva le acque di alcuni impianti di depurazione, i quali permettevano un flusso d'acqua relativamente pulita e costante per tutto l'anno.
Proseguendo verso sud, la Garbogera attraversa alcuni boschi a monte di Limbiate, creando profonde gole ed anse che terminano con l'inizio dell'abitato di Limbiate, dove la Garbogera si immette all'altezza di piazza Tobagi.

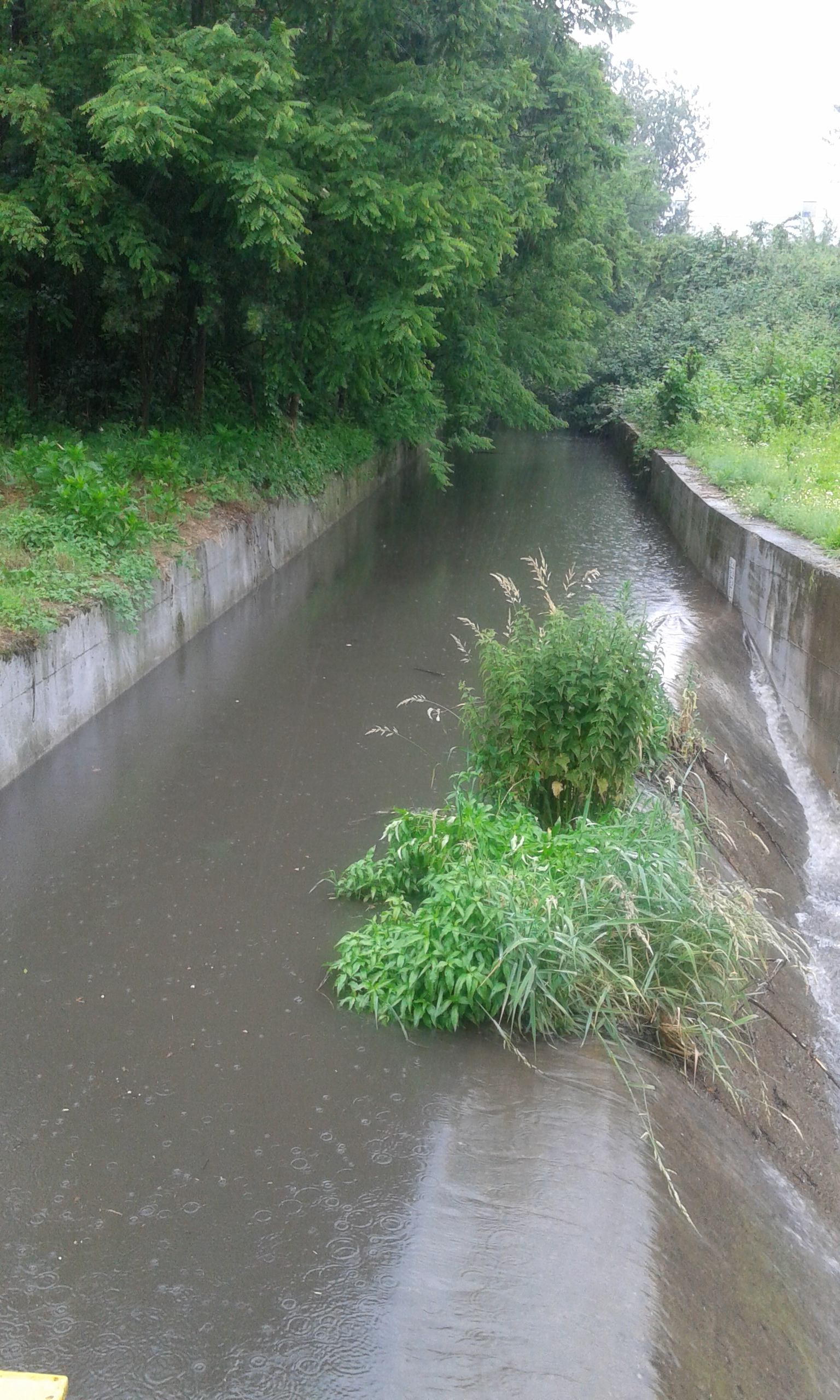
opera di sfioro torrente Garbogera

Attraversando Limbiate riceve alcuni scarichi.
Durante le piogge più forti inoltre riceve acqua dagli sfioratori di piena fognari che, riversando parte delle acque nella Garbogera, ne compromettono ulteriormente la qualità delle acque.
Uscita da Limbiate, sottopassa il canale Villoresi tramite due sifoni, per poi proseguire lungo la SP175 che entra nel comune di Senago.
Qui prosegue accanto a villa Borromeo per un breve tratto, per poi essere tombinato per tutto l'abitato di Senago. 
Attraversata la città di Senago, la Garbogera scavalca il Canale Scolmatore di Nord Ovest, cui cede parte delle acque in caso di forti piogge tramite uno sfioratore di piena.
Procede quindi diritta per i campi tra Senago e Bollate, attraversando il polo industriale della Solvay, per poi essere di nuovo tombinata all'altezza di via  San Pietro  a Bollate.
Proseguendo tombinata tutto l'abitato di Bollate, la Garbogera riaffiora all'altezza della nuova tangenziale nord.
Nel territorio di Novate Milanese procede sia scoperta che tombinata, per poi venire definitivamente convogliata in fognatura all'altezza di via Bovisasca.

## Percorso antico

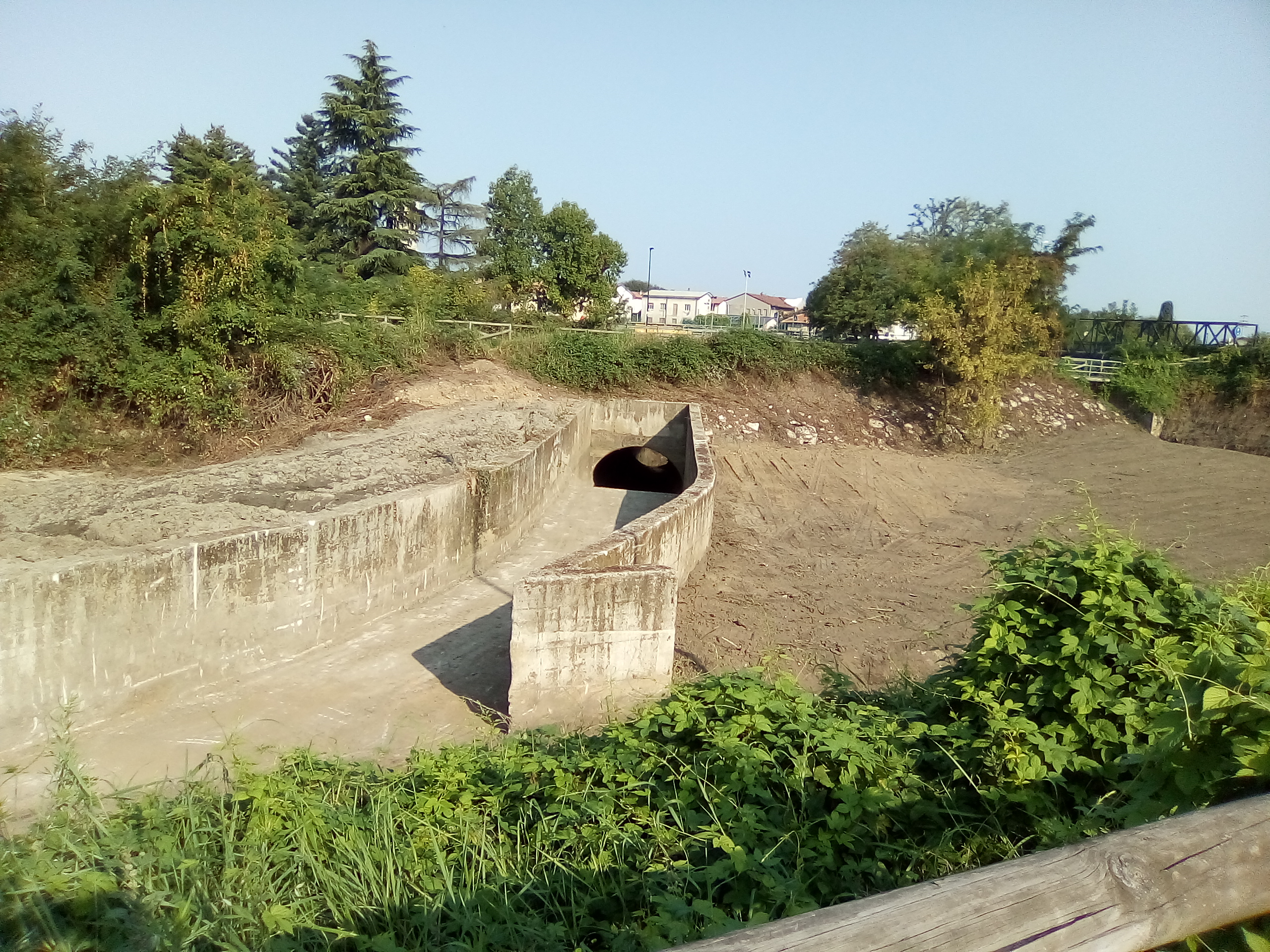
opera di sottopasso del torrente Garbogera e canal villoresi nei pressi di Pinzano

Fino a prima dell'opera di immissione in fogna entrava a Milano percorrendo  via Bovisasca per poi deviare verso est e solcare sotto il manto stradale i viali della circonvallazione esterna. Il Garbogera sottopassava lo Scalo Farini e lambiva il Cimitero monumentale di Milano; proseguendo verso est si immetteva quindi nel Naviglio della Martesana nei pressi della confluenza del Seveso diventando Cavo Redefossi nei pressi dei Bastioni di Porta Nuova. In epoca medioevale venne limitato al Pontaccio ed immesso nel Grande Sevese. In seguito fu deciso di deviarlo verso il Cavo Redefossi all'altezza di via Giuseppe Avezzana. 

## Qualità delle acque
Un tempo questo torrente era popolato da una vasta fauna acquatica, pesci, gamberi di fiume, rane e tritoni. Infatti il torrente era alimentato dai numerosi fontanili che incontrava lungo il suo percorso.
Le acque del torrente Garbogera venivano principalmente usate per irrigare i campi e come forza motrice per muovere alcuni mulini non più presenti nel territorio di Novate Milanese.
A fine 1800, con l'avvento dell'industrializzazione nei territori a nord di Milano, la qualità delle acque è peggiorata notevolmente fino a renderlo un torrente praticamente sterile. Oggi rimane per la maggior parte del tempo in regime di secca, riempiendosi di acqua derivante da sfioratori fognari solo durante forti acquazzoni.